# 17e groupe de reconnaissance de corps d'armée
Pour les articles homonymes, voir 17e groupe (unité militaire).
Le 17e groupe de reconnaissance de corps d'armée (17e GRCA) est une unité de l'Armée française créée en 1939 ayant participé à la Seconde Guerre mondiale. 

## Historique
Le 17e groupe de reconnaissance de corps d'armée est créé le 1er septembre 1939 dans la région de Pontivy par le centre mobilisateur de cavalerie no 11. Il est rattaché au 11e corps d'armée.
Il est d'abord envoyé dans les Ardennes dans le cadre d'une possible manœuvre Sambre et Meuse, première version du plan Dyle où l'Armée française devait arrêter les Allemands sur ces deux rivières.
En mars 1940, le 17e GRCA est rattaché à la 1re division légère de cavalerie avec les 24e et 30e GRDI. En cas d'entrée en Belgique contre les Allemands (plan Dyle), ce groupement doit sécuriser la Meuse entre Houx et Hastière (correspondant au front à tenir par le 11e CA).
Les deux groupes d'escadrons du 17e GRCA sont séparés. Ils combattent dans les Ardennes et sur la Sambre.
Les restes du GRCA sont regroupés dans l'Oise puis rassemblés à Méré à partir du 20 mai 1940. Le 17e GRCA est dissous le 1er juin 1940 pour renforcer le 5e régiment de dragons portés reconstitué.

## Ordre de bataille

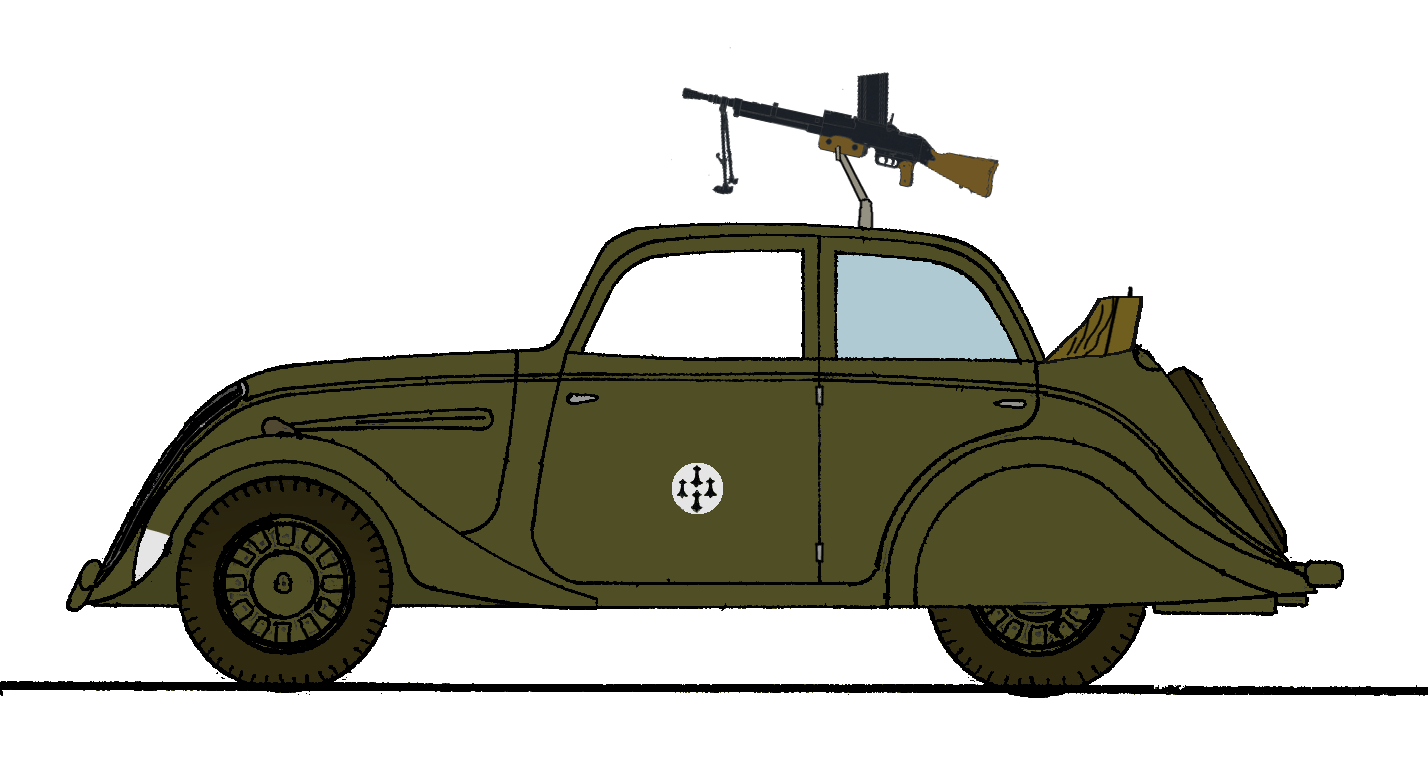
Peugeot 202 découvrable de réquisition utilisée par l'escadron moto du. La pièce métallique sur le toit décapoté est un support pour FM 24/29.

- Commandement : lieutenant-colonel Chavane de Dalmassy
- Escadron Hors Rang : capitaine Bour puis lieutenant Chevillotte à partir du 10 mai 1940[1]
- Groupe d'escadrons hippomobiles : chefs d’escadrons Jollan de Clerville puis Brousset à partir du 10 mai 1940[1]
  - 1er escadron : capitaine de France[1]
  - 2e escadron : capitaine Babin-Chevaye[1]
- Groupe d'escadrons motorisés : chefs d’escadrons Doudeuil puis de la Sayette à partir du 10 mai 1940[1]
  - 3e escadron moto : capitaine Richet puis lieutenant de Saint-Mars à partir du 18 mai 1940[1]
  - 4e escadron de mitrailleuses et canons de 25 : capitaine de Dreuzy puis lieutenant Nadeau[1]

À l'escadron moto, le 17e GRCA reçoit des Peugeot 202 au-lieu de side-cars,.

## Insigne
L'insigne du 17e GRCA porte les quatre hermines de Bretagne, région d'origine de ses cavaliers.

## Décoration
L'escadron moto du 17e GRCA est cité à l'ordre du corps d'armée pour ses actions en mai 1940 et reçoit donc la croix de guerre 1939-1945 avec étoile de Vermeil.